# Copérnico Ballester Francés
Copérnico Ballester Francés   (Banyeres de Mariola, 1914 - Castuera, 15 d'agost de 1938) va ser un militant socialista valencià, militar durant la guerra civil espanyola.

## Biografia
Va néixer en la localitat alacantina de Banyeres de Mariola en 1914. A primerenca edat va ingressar en el Partit Socialista Obrer Espanyol (PSOE), arribant a ser secretari de les Joventuts Socialistes de Alcoi. Durant els anys de la Segona República va ser redactor de Orientació Social, el periòdic socialista que s'editava a Alcoi.
Després de l'esclat de la Guerra civil es va unir a les forces republicanes. Durant el transcurs de la contesa va arribar a ser cap d'Estat Major de la 103a Brigada Mixta i, posteriorment, de la 38a Divisió. En l'estiu de 1938 va assumir breument el comandament de la 91a Brigada Mixta.